# Three Weeks in Paradise
Three Weeks in Paradise (с англ. — «Три недели в раю», также «Три Уика в раю») — компьютерная игра в жанре квест, выпущенная компанией Mikro-Gen в 1986 году для платформ ZX Spectrum и Amstrad CPC. Существовали отдельные версии для ZX Spectrum 48K и 128K.

## Обзор
Игра является пятой и последней в серии о приключениях Уолли Уика (англ. Wally Week). По сюжету, Уолли со своей семьёй отправился отдыхать на тропический остров, разрекламированный туристической фирмой как рай на земле. Там его жена Вильма и сын Герберт были захвачены племенем каннибалов. Теперь Уолли предстоит освободить их и построить плот, на котором семья сможет вернуться домой.
Игровой процесс состоит в выполнении ряда достаточно сложных головоломок, избегая при этом разных опасностей. Плот строится автоматически по мере выполнения заданий. Игра отличается яркой и красочной графикой. В списке 100 лучших игр для ZX Spectrum, составленном журналом Your Sinclair, она заняла 76-е место.
В 2006 году выпущен любительский ремейк игры для PC/Windows.
В 2011 году выпущен любительский ремейк игры для Android.